# Список улиц Одессы
Вниманию редакторов: удалять старые названия ни в коем случае не следует, одна из целей списка — дать возможность найти в нём любую улицу, когда бы и как бы она ни называлась.
Пример: старое название — 25-й Чапаевской дивизии улица,новое — Инглези улица.
Надо, не удаляя, выделить курсивом первое, возле него дописать второе (примерно так: 25-й Чапаевской дивизии улица — см. Инглези улица), и под литерой "И" на соответствующем алфавитному списку месте ещё раз вписать второе.
Примечание 1. В списке содержатся как современные варианты названий улиц (выделены жирным шрифтом), так и известные старые названия (выделены курсивом); названия улиц, по которым информации нет, либо находящиеся в стадии переименования — обычный шрифт.
Примечание 2. Курсивом так же выделены названия, для удобства поиска указанные в списке дважды (1-я Заводская улица и Заводская улица, 1-я — 5-я)
Примечание 3. Наличие в списке улиц со схожими или идентичными названиями может означать:
- одну и ту же улицу, чьё название со временем видоизменялось (напр. Новосельского / Новосельская);
- разные улицы в разных частях города, или также в различных посёлках, впоследствии вошедших в состав города (напр. ныне переименованные Зелёные улицы, одновременно существовавшие на Большом Фонтане и посёлке Котовского);
- как переулок, сменивший название на такую же улицу, так и одноимённые улицу и переулок;

| # А Б В Г Д Е Ё Ж З И К Л М Н О П Р С Т У Ф Х Ц Ч Ш Щ Э Ю Я |

## #
- 1-й 8-го Марта переулок
- 1-й Александра Невского переулок
- 1-й Амундсена переулок
- 1-й Амурский переулок
- 1-й Аркадийский переулок
- 1-й Артиллерийский переулок
- 1-й Аэродромный переулок
- 1-й Балтский переулок
- 1-й Бассейный переулок
- 1-й Богдана Хмельницкого переулок
- 1-й Водопроводный переулок
- 1-й Водяной переулок
- 1-й Дачный переулок
- 1-й Заливной переулок
- 1-й Керченский переулок
- 1-й Кипарисный переулок
- 1-й Китобойный переулок
- 1-й Клубничный переулок
- 1-й Ключевой переулок
- 1-й Колхозный переулок — см. Уточкина переулок (с 27.04.2016)
- 1-й Костанди переулок
- 1-й Крымский переулок
- 1-й Куликовский переулок — см. переулок Катаева
- 1-й Лазурный переулок
- 1-й Левитана переулок — см. Шишкина переулок
- 1-й Липинский переулок
- 1-й Локомотивный переулок
- 1-й Лузановский переулок
- 1-й Разумовский переулок
- 1-й Хрустальный переулок
- 1-й Чапаевский переулок
- 1-й Черноморский переулок
- 1-й Пугачёвский переулок
- 1-я Вертолётная улица
- 1-я Виноградная улица
- 1-я Карла Маркса улица
- 1-я Линия улица (Люстдорфская дорога)
- 1-я Линия улица (пос. Котовского)
- 1-я Проектируемая улица
- 1-я Сортировочная улица
- 10-го Апреля площадь
- 10-го Апреля улица
- 10-летия Красной Армии улица
- 10-летия Перекопской Дивизии улица
- 10-я Линия улица (Люстдорфская дорога)
- 10-я Линия улица (пос. Котовского)
- 11-я Линия улица (Люстдорфская дорога)
- 11-я Линия улица (пос. Котовского)
- 11-я Суворовская улица
- 12-й Черноморский переулок
- 12-я Линия улица (Люстдорфская дорога)
- 13-й Черноморский переулок
- 13-я Линия улица (Люстдорфская дорога)
- 13-я Линия улица (пос. Котовского)
- 14-я Линия улица (Люстдорфская дорога)
- 14-я Линия улица (пос. Котовского)
- 15-летия Рабоче-Крестьянской Милиции улица — см. Троицкая улица
- 15-я Линия улица (Люстдорфская дорога)
- 15-я Линия улица (пос. Котовского)
- 16-го Октября улица
- 16-я Линия улица (Люстдорфская дорога)
- 17-я Линия улица (Люстдорфская дорога)
- 18-я Линия улица (Люстдорфская дорога)
- 19-го Февраля 1861 года улица
- 19-я Линия улица (Люстдорфская дорога)
- 1905-го года площадь — см. Тираспольская площадь
- 1905-го года улица — см. Тираспольская улица
- 2-й 8-го Марта переулок
- 2-й Александра Невского переулок
- 2-й Амундсена переулок
- 2-й Амурский переулок
- 2-й Аркадийский переулок
- 2-й Артиллерийский переулок
- 2-й Аэропортовский переулок
- 2-й Балтский переулок
- 2-й Бассейный переулок
- 2-й Богдана Хмельницкого переулок
- 2-й Водяной переулок
- 2-й Водопроводный переулок
- 2-й Дачный переулок
- 2-й Керченский переулок
- 2-й Кипарисный переулок
- 2-й Китобойный переулок
- 2-й Клубничный переулок
- 2-й Ключевой переулок
- 2-й Колхозный переулок — см. Эйзенштейна переулок (с 27.04.2016)
- 2-й Костанди переулок
- 2-й Крымский переулок
- 2-й Куликовский переулок
- 2-й Лазурный переулок
- 2-й Левитана переулок — см. Стасова переулок
- 2-й Лермонтовский переулок
- 2-й Липинский переулок
- 2-й Локомотивный переулок
- 2-й Лузановский переулок
- 2-й Пролетарский переулок
- 2-й Студенческий переулок
- 2-й Черноморский переулок
- 2-я Вертолётная улица
- 2-я Виноградная улица
- 2-я Ильичёвская улица — см. Цимлянская улица
- 2-я Карла Маркса улица
- 2-я Лагерная улица
- 2-я Линия улица (Люстдорфская дорога)
- 2-я Линия улица (пос. Котовского)
- 2-я Пересыпская улица
- 2-я Пригородная улица
- 2-я Проектируемая улица
- 2-я Сортировочная улица
- 2-я Степная улица — см. (Алексея) Косяченко улица

| # А Б В Г Д Е Ё Ж З И К Л М Н О П Р С Т У Ф Х Ц Ч Ш Щ Э Ю Я |

- 25-й Чапаевской дивизии улица — см. Инглези улица
- 26-я Линия улица (пос. Котовского)
- 27-я Линия улица (пос. Котовского)
- 28-я Линия улица (пос. Котовского)
- 29-я Линия улица (пос. Котовского)
- 3-й 8-го Марта переулок
- 3-й Александра Невского переулок
- 3-й Амурский переулок
- 3-й Аркадийский переулок
- 3-й Балтский переулок
- 3-й Бассейный переулок
- 3-й Водопроводный переулок
- 3-й Известковый переулок
- 3-й Керченский переулок
- 3-й Кипарисный переулок
- 3-й Китобойный переулок
- 3-й Костанди переулок
- 3-й Крымский переулок
- 3-й Лазурный переулок
- 3-й Левитана переулок — см. Мясоедова переулок
- 3-й Липинский переулок
- 3-й Локомотивный переулок
- 3-й Первомайский переулок
- 3-й Чапаевсий переулок
- 3-й Черноморский переулок
- 3-я Виноградная улица
- 3-я Карла Маркса улица
- 3-я Линия улица (Люстдорфская дорога)
- 3-я Линия улица (пос. Котовского)
- 3-я Пересыпская улица
- 3-я Проектируемая улица
- 35-я Линия улица (пос. Котовского)
- 36-я Линия улица (пос. Котовского)
- 37-я Линия улица (пос. Котовского)
- 39-я Линия улица (пос. Котовского)
- 4-й 8-го Марта переулок
- 4-й Александра Невского переулок
- 4-й Амурский переулок
- 4-й Балтский переулок
- 4-й Бассейный переулок
- 4-й Житомирский переулок
- 4-й Костанди переулок
- 4-й Лазурный переулок
- 4-я Заводская улица
- 4-я Карла Маркса улица
- 4-я Линия улица (Люстдорфская дорога)
- 4-я Линия улица (пос. Котовского)
- 4-я Пересыпская улица — см. Белопольского улица
- 4-я Проектируемая улица
- 40 лет Победы улица
- 40-летия ВЛКСМ улица — см. Пилотная улица
- 40-летия ВЛКСМ переулок
- 40-летия Обороны Одессы улица
- 40-летия Октября улица
- 40-я Линия улица (пос. Котовского)
- 41-я Линия улица (пос. Котовского)
- 411-й Береговой Батареи улица
- 43-я Линия улица (пос. Котовского)
- 44-я Линия улица (пос. Котовского)
- 45-я Линия улица (пос. Котовского)
- 46-я Линия улица (пос. Котовского)
- 47-я Линия улица (пос. Котовского)
- 48-я Линия улица (пос. Котовского)
- 49-я Линия улица (пос. Котовского)
- 5-й 8-го Марта переулок
- 5-го Декабря улица — см. Амвросия Бучмы улица
- 5-й Амурский переулок
- 5-й Аэропортовский переулок
- 5-й Балтский переулок
- 5-й Бассейный переулок
- 5-й Лазурный переулок
- 5-й Пятилетки улица
- 5-й Чапаевсий переулок
- 5-я Заводская улица
- 5-я Карла Маркса улица
- 5-я Линия улица (Люстдорфская дорога)
- 50-летия СССР площадь — см. Независимости площадь
- 50-я Линия улица (пос. Котовского)
- 51-я Линия улица (пос. Котовского)
- 52-я Линия улица (пос. Котовского)
- 53-я Линия улица (пос. Котовского)
- 6-й 8-го Марта переулок
- 6-й Балтский переулок
- 6-й Бассейный переулок
- 6-й Лазурный переулок
- 6-я Линия улица (Люстдорфская дорога)
- 60-летия СССР площадь
- 7-й 8-го Марта переулок
- 7-й Балтский переулок
- 7-й Бассейный переулок
- 7-я Линия улица (Люстдорфская дорога)
- 7-я Пересыпская улица
- 7-я Степная улица — см. Кострова улица
- 8-го Марта линия 1-я — 7-я
- 8-го Марта переулок 1-й — 9-й
- 8-го Марта спуск
- 8-го Марта улица
- 8-й 8-го Марта переулок
- 8-й Балтский переулок
- 8-й Чапаевсий переулок
- 8-й Черноморский переулок
- 8-я Линия улица (Люстдорфская дорога)
- 9-го Января сквер
- 9-й 8-го Марта переулок
- 9-я Линия улица (пос. Котовского)
- 9-я Пересыпская улица
- 9-я Суворовская улица
- 9-я улица

| # А Б В Г Д Е Ё Ж З И К Л М Н О П Р С Т У Ф Х Ц Ч Ш Щ Э Ю Я |

## А
- Абрикосовая улица
- Абрикосовый переулок
- Авангардная улица
- Авдеева улица — см. Плиева Генерала улица
- Авдеева-Черноморского улица
- Авиаторов /Авиаторский переулок — см. Азовский переулок
- Авиационная улица
- Авчинниковский переулок — см. Нечипуренко переулок
- Аграрная улица
- Агрономическая улица
- Агрономический переулок
- Адмирала Лазарева, улица
- Адмиральский проспект
- Азовский переулок
- Айвазовского улица
- Айвазовского переулок 1-й — 4-й
- Академика Бочарова улица (?)
- Академика Вавилова, улица
- Академика Векслера улица
- Академика Вильямса улица
- Академика Вильямса переулок
- Академика Воробьёва улица
- Академика Гаркавого улица
- Академика Гамалеи улица
- Академика Глушко проспект
- Академика Заболотного, улица
- Академика Королёва, улица
- Академика Курчатова улица
- Академика Курчатова переулок
- Академика Павлова улица — см. Ольгиевская улица
- Академика Павлова переулок
- Академика Павлова спуск — см. Ольгиевский спуск
- Академика Панкратовой улица
- Академика Филатова улица
- Академика Ясиновского улица
- Академическая площадь
- Академическая улица
- Академический переулок
- Академический тупик
- Акварельный переулок
- Аккордная улица
- Албанская улица
- Александра Матросова переулок
- Александра Невского улица
- Александра Невского переулок 1-й — 4-й
- Александра Стурдзы переулок (с 27.04.2016)
- Александра Тимошенко улица
- Александрийский переулок
- Александровская площадь — см. Греческая площадь
- Александровский проспект
- Александровская улица
- Александровский переулок
- Алексеевская площадь
- Алексеевский сквер
- Алмазная улица
- Алмазный переулок
- Альпинистов улица
- Амбулаторная улица (Черноморка)
- Амбулаторный переулок
- Амвросия Бучмы улица
- Амундсена улица
- Амундсена переулок 1-й — 2-й
- Амурская улица (Ленпосёлок)
- Амурская улица (Дальние Мельницы)
- Амурский переулок 1-й — 6-й
- Ананьевская улица
- Ананьевский переулок — см. Чехова переулок
- Анатра улица
- Ангарская улица
- Андре Марти переулок
- Андреевская улица
- Андриевского улица
- Андросовская улица
- Андросовский переулок
- Анны Ахматовой улица
- Антонова улица
- Антонова переулок
- Апельсиновая улица
- Аполлона Скальковского переулок (с 27.04.2016)
- Апрельская улица
- Аптекарский переулок
- Арбузная улица
- Аркадийская дорога
- Аркадийский переулок 1-й — 3-й
- Армейская улица
- Армейский переулок
- Арсенальная улица
- Артезианская улица
- Артёма улица — см. Конная улица
- Артиллерийская улица
- Артиллерийский переулок
- Архитекторская улица
- Архитектурная улица
- Архитектурный переулок
- Асташкина улица
- Асташкина переулок
- Астрономическая улица (Чубаевка)
- Астрономический переулок (Дмитриевка)
- Атамана Головатого улица
- Атамана Чепиги улица
- Атаманюка улица
- Ашхабадская улица
- Аэродромная улица — см. Холмистая улица
- Аэродромный переулок 1-й — 2-й
- Аэронавтов улица
- Аэропортовская улица

| # А Б В Г Д Е Ё Ж З И К Л М Н О П Р С Т У Ф Х Ц Ч Ш Щ Э Ю Я |

## Б
- Бабеля улица
- Бабушкина улица — см. улица Семена Яхненко [1]
- Бабушкина переулок — см. Всеволода Змиенко переулок (с 21.05.2016) [1]
- Багрицкого улица
- Бадаева улица
- Бадаева переулок
- Бадьева улица
- Бажыкина улица
- Базарная улица
- Базарный переулок
- Байдарочный переулок
- Байдукова улица
- Байдукова переулок
- Байкальская улица
- Байкальский переулок
- Байкал тупик (так в справочнике)
- Бакунина улица
- Балаганная улица
- Балашева улица
- Балка улица
- Балковская улица
- Балковский переулок — см. Поперечный переулок
- Балтская дорога улица
- Балтский переулок 1-й — 8-й
- Балышева улица
- Банный переулок
- Баранова улица — см. Княжеская улица
- Баркасный переулок
- Барятинский переулок — см. Нахимова переулок
- Бассейная улица (с 09/22.02.1902)
- Бассейный переулок 1-й — 7-й
- Батарейная улица (с 09/22.02.1902)
- Баумана улица — см. Аккордная улица
- Баумана улица (1-я Застава)
- Баумана переулок
- Бахчевая улица
- Баштанная улица
- Бебеля улица — см. Еврейская улица
- Безымянная площадь
- Безымянный переулок — см. Гимназическая улица (1840-е — 1898)
- Безымянный переулок — см. Ипподромный переулок
- Бекмановский / Бекманский переулок
- Белинского улица (с 09/22.02.1902) — см. Леонтовича
- Белопольского улица (4-я Пересыпская)
- Белорусская улица
- Белы Куна улица
- Беляевская улица
- Беляевский переулок
- Белякова переулок
- Бендерская улица
- Берёзовая улица (Дмитриевка)
- Берёзовый переулок
- Березовская улица
- Бернардацци улица (с 21.05.2016)[1][2]
- Бессарабская улица
- Библиотечная улица
- Библиотечная площадь — см. Биржевая площадь
- Библиотечный переулок — см. Ляпунова переулок
- Биржевая площадь — (1836-1866, 1902-1917, с 2024)
- Бирюкова улица — см. Игоря Иванова улица
- Бисквитный переулок
- Битумная улица
- Благоева улица
- Благоева переулок
- Ближняя улица
- Ближний переулок
- Блока улица
- Богадельная улица
- Богатова улица
- Богдана Хмельницкого улица, см. также Садовая улица
- Богдана Хмельницкого переулок 1-й — 2-й
- Богданова переулок — см. переулок Вильгельма Габсбурга
- Богословский переулок (с 09/22.02.1902)
- Богуна улица
- Бодаревского улица
- Бодаревского переулок
- Боевая улица
- Божакина улица
- Боженко улица
- Болгарская улица
- Болградская улица
- Больничная улица
- Большая Арнаутская улица ()
- Большая Куяльницкая дорога
- Большая Садовая улица
- Большевистская улица
- Большевистский переулок
- Большефонтанская дорога
- Бондарева улица
- Бондаревского улица
- Бориса Деревянко площадь
- Борисовская улица ? Борисова
- Бородинская улица
- Бородинский переулок
- Ботаническая улица — см. Гагарина проспект
- Ботанический переулок (с 09/22.02.1902)
- Братская улица
- Братский переулок
- Братьев Ачкановых улица — см. Грушевского улица
- Братьев Поджио улица
- Брестская улица
- Бреуса улица (с 1973)
- Бригадная улица
- Бригадный переулок
- Бугаевская улица
- Бульварная улица — см. Марсельская улица
- Бульварный переулок
- Будённого улица — см. Болгарская улица
- Бунина улица
- Бусыгина улица
- Бусыгина переулок

| # А Б В Г Д Е Ё Ж З И К Л М Н О П Р С Т У Ф Х Ц Ч Ш Щ Э Ю Я |

## В
- Вагнеровский переулок
- Вагонная улица
- Вазова улица
- Вайсмана улица — см. Гимназическая улица (1925-1941)
- Вайсмана переулок
- Вакуленчука площадь — см. Таможенная площадь
- Вакуленчука улица
- Вакуленчука спуск — см. Деволановский спуск
- Валентины Терешковой улица — см. Героев Крут улица
- Валиховская улица (с 09/22.02.1902)
- Валиховский переулок
- Валовая улица
- Ванный переулок
- Ванцетти улица
- Ванцетти переулок
- Варненская улица
- Василия Кандинского улица
- Василия Стуса улица
- Васнецова улица
- Васнецова переулок
- Ватманский переулок
- Ватутина улица
- Вегера улица — см. Косвенная улица
- Венгера улица
- Венгерская улица
- Верещагина переулок
- Вернеровский переулок
- Вертелецкого улица
- Вертолётная улица
- Вертолётная 1-я, 2-я улица
- Верфянная улица
- Верфянный переулок 1-й — 2-й
- Верхняя улица
- Вершинная улица
- Веры Инбер переулок
- Веры Фигнер улица
- Веры Холодной площадь
- Весенняя улица
- Весёлый переулок
- Ветвистая улица
- Ветеранов труда улица
- Ветрогонная улица
- Видовой переулок
- Вильгельма Пика улица
- Винницкая улица
- Винниченко улица
- Виноградная улица
- Виноградная 1-я — 3-я улица
- Виноградный переулок
- Виноградный тупик
- Витебская улица
- Витте улица — см. Дворянская улица
- Вице-адмирала Азарова улица
- Вице-адмирала Жукова переулок (с 1987)
- Вишнёвая улица
- Вишнёвый переулок
- Владимира Винниченко улица
- Владимира Дёготя переулок
- Владимирова улица — см. Братьев Поджио улица
- Внешняя улица (с 09/22.02.1902)
- Внутриквартальный проезд — см. Поселковая улица
- Водный переулок
- Водопойный переулок
- Водопроводная улица (с 09/22.02.1902)
- Водопроводный переулок 1-й — 3-й
- Водопьянова улица
- Водяная балка улица
- Водяной овраг
- Водяной переулок — см. Композитора Нищинского улица
- Водяной переулок 1-й — 3-й (с 09/22.02.1902)
- Военкоматский переулок
- Военно-морских сил бульвар (с июля 2024)
- Военный спуск
- Вознесенская улица (с 09/22.02.1902)
- Вознесенский переулок
- Войкова улица
- Войкова спуск (Романовский)
- Вокзальная площадь (с 09/22.02.1902) — см. Привокзальная площадь
- Вокзальная улица
- Вокзальный переулок
- Волжский переулок
- Волкова улица
- Воловая площадь
- Володарского улица — см. Василия Стуса улица
- Володарского переулок
- Володи Дубинина улица
- Волоколамская улица
- Волынская улица
- Воровского улица — см. Малая Арнаутская улица (1921-1945, 1959-1994)
- Воронежская улица
- Воронежский переулок 1-й — 5-й
- Воронина переулок — см. Шампанский переулок
- Воронцовская улица — см. Чернышевского улица
- Воронцовский переулок
- Ворошилова улица — см. Композитора Нищинского улица
- Ворошиловградская улица
- Воскресная улица
- Восточный переулок
- Восточный переулок 2-й
- Врубеля переулок
- Всеволода Змиенко переулок (с 21.05.2016)[1]
- Вторая улица
- Выгодная улица
- Выгонная улица
- Выездная улица
- Высокая улица
- Высокий переулок
- Высоцкого улица
- Выставочная улица
- Вышинского улица — см. Дегтярная улица

| # А Б В Г Д Е Ё Ж З И К Л М Н О П Р С Т У Ф Х Ц Ч Ш Щ Э Ю Я |

## Г
- Гаванная улица
- Гагарина проспект
- Гагарина улица
- Гагарина переулок
- Гагаринское плато
- Газовая улица
- Газовый переулок
- Гайдара улица — см. Ивана и Юрия Липы улица[1]
- Гамарника улица — см. Семинарская улица
- Гарибальди улица — см. Польская улица
- Гарина улица
- Гаршина улица
- Гаршина переулок
- Гастелло улица
- Гастелло переулок
- Гвардейская улица
- Гвоздичный переулок
- Генерала Бочарова улица
- Генерала Ватутина улица
- Генерала Вишневского переулок
- Генерала Гудовича улица
- Генерала Доватора улица
- Генерала Петрова улица
- Генерала Плиева улица
- Генерала Софронова улица
- Генерала Цветаева улица
- Генерала Швыгина улица
- Генуэзская улица
- Геологическая улица
- Георгия Гамова сквер
- Гераневая улица
- Героев комсомольцев улица
- Героев Крут улица
- Героев обороны Одессы улица (с 21.05.2016)[1]
- Героев пограничников улица
- Героев Сталинграда улица — см. Героев обороны Одессы улица (с 21.05.2016)[1]
- Герцена улица — см. Пишенина улица
- Герцена переулок
- Герша Леккерта улица — см. Большая Арнаутская улица (1921-1945)
- Гефта улица — см. Черноморская улица
- Гимназическая улица (1898-1925, 1941-1957, с 1995)
- Гимназская улица
- Главная улица
- Гладкова улица
- Глазунова улица
- Глазунова переулок
- Глазунова переулок 2-й
- Глинки улица
- Глинки переулок — см. Мукачевский переулок
- Глиняная улица
- Глухая улица
- Гогелевская улица
- Гоголя улица (с 09/22.02.1902)
- Головковская улица
- Гончарова улица
- Горизонтальная улица — см. Романа Шухевича улица
- Городская улица
- Горького улица — см. Спиридоновская улица
- Госпитальная улица — см. Богдана Хмельницкого улица
- Госпитальный переулок
- Гофманский переулок — см. Севастопольский переулок
- Градоначальницкая улица
- Градоначальницкий спуск (с 09/22.02.1902)
- Гражданский переулок
- Гранатная улица
- Грековский переулок 1-й — 3-й
- Греческая площадь
- Греческая улица
- Греческий переулок — см. Якорный переулок
- Грибоедова улица — см. Покровский переулок
- Григорьевского десанта проспект
- Грина улица
- Грозная улица — см. Ренийская улица
- Громова переулок — см. Рафинадный переулок
- Грузинская улица
- Грузовая улица
- Грузовой переулок (с 09/22.02.1902)
- Грушевского улица
- Грязный переулок
- Гулевая улица — см. Льва Толстого улица
- Гулевой переулок
- Гуляева улица — см. Партизанская улица
- Гуляевский переулок
- Гумилёва улица

| # А Б В Г Д Е Ё Ж З И К Л М Н О П Р С Т У Ф Х Ц Ч Ш Щ Э Ю Я |

## Д
- Давида Ойстраха улица
- Дальневосточная улица
- Дальницкая улица
- Дальницкое шоссе
- Дальняя улица
- Даниила Крыжановского переулок (с 27.04.2016)
- Данилина улица
- Дарвина сквер
- Дача Дашкевича — см. Заводская улица
- Дача Ковалевского улица
- Дачная улица
- Дачный переулок 1-й — 2-й
- Дворянская улица
- Деволановская улица (с 09/22.02.1902)
- Деволановский спуск
- Деда Трофима улица — см. Церковная улица
- Дегтярная улица
- Дежнева улица
- Декабристов улица
- Демократическая улица (08.2006)
- Демьянова улица
- Депутатский переулок
- Деревообделочная улица
- Деревообделочный переулок 1-й — 5-й
- Державина улица
- Державина переулок
- Дерибасовская улица
- Дерибасовский сквер
- Десантный бульвар
- Десметовская улица
- Джутовый переулок
- Дзержинского бульвар — см. гетьмана Сагайдачного бульвар
- Дзержинского площадь — бывшее название перекрёстка одноимённого бульвара с улицами Белинского и Кирова (Базарной); название упразднено.
- Дзержинского улица — см. Колонтаевская улица
- Дидрихсона улица
- Димитрова проспект — см. Академика Глушко проспект
- Дмитрия Донского улица
- Дмитрия Ульянова переулок — см. Канатный переулок
- Дмитрова улица
- Днепровская улица
- Днепропетровская улица (7ст. Черноморской дороги)
- Днепропетровская дорога улица
- Днестровская улица
- Добровольского проспект
- Добролюбова улица
- Довженко улица
- Доковая улица
- Долгая улица
- Долинская улица
- Донецкая улица
- Донская улица
- Доронина улица
- Дорстроя переулок
- Достоевского улица
- Достоевского переулок
- Драгутинский переулок
- Дружный переулок
- Дубовая улица
- Дубовая роща (?)
- Думская площадь — см. Биржевая площадь (1866-1889, ?-1902, 1941-1946, 1994-2024)
- Дунаева переулок
- Дунаевского улица
- Дунаевского переулок 1-й — 3-й
- Дунайская улица
- Дунайский переулок
- Дундича улица
- Дурьянский переулок
- Дюковская площадь — см. Екатерининская площадь
- Дюковская улица — см. Нагорная улица
- Дюковский переулок

| # А Б В Г Д Е Ё Ж З И К Л М Н О П Р С Т У Ф Х Ц Ч Ш Щ Э Ю Я |

## Е
- Евангелическая улица
- Евангелический переулок (с 09/22.02.1902)
- Евдокимовская улица, также Евдокимовский переулок — см. Рекордная улица
- Еврейская улица
- Егорова переулок (с 1937) — см. Вице-адмирала Жукова переулок
- Екатерининская площадь
- Екатерининская улица
- Елизаветградский переулок
- Елисаветинская улица
- Елисаветская улица — см. Щепкина улица
- Елисаветинский переулок
- Елохина переулок
- Енисейская улица
- Ермака переулок
- Ермакова переулок
- Ефимова улица
- Ефима Геллера улица
- Ефима Фесенко улица

## Ё
- Ёлочная улица

## Ж
- Жаботинского улица
- Жанны Лябурб улица
- Жанны Лябурб переулок
- Жанны Лябурб спуск — см. Военный спуск (1958-1995)
- Жасминная улица
- Жванецкого бульвар — см. бульвар Военно-морских сил
- Жевахова гора улица
- Жеваховский переулок 1-й — 13-й
- Железнодорожная улица
- Железнякова улица — см. Пилипа Орлика улица
- Желябова улица
- Житкова улица
- Житомирская улица
- Житомирский переулок 1-й — 4-й
- Жовтневый переулок (с 29.03.1926) — см. Вице-адмирала Жукова переулок
- Жолио-Кюри улица
- Жуковского улица (с 09/22.02.1902)
- Жуковского улица (Слободка)

| # А Б В Г Д Е Ё Ж З И К Л М Н О П Р С Т У Ф Х Ц Ч Ш Щ Э Ю Я |

## З
- Заветный переулок
- Заводская улица 1-я — 5-я
- Заводский переулок
- Загородный переулок
- Заднепровского улица
- Зайцева улица
- Закарпатская улица
- Заливной переулок 1-й — 2-й
- Занделовский переулок — см. Украинский переулок
- Заньковецкой улица
- Западный переулок 1-й — 4-й
- Запорожская улица
- Заречная улица
- Заславского улица — см. Бориса Литвака улица
- Затонского улица — см. Давида Ойстраха улица (с 27.04.2016)
- Звёздная улица
- Звёздная улица (Пересыпь)
- Звонкая улица
- Зелёная улица (Ближние Мельницы)
- Зелёная улица (посёлок Котовского) — см. Жолио-Кюри улица
- Зелёная улица (Черноморка)
- Зелёный переулок
- Зелёный проспект
- Зелинского улица
- Землячки улица — см. Испанская улица
- Земская улица (с 09/22.02.1902) — см. Лейтенанта Шмидта улица
- Зерновая улица
- Зиновьева улица (1923 — 1933 гг) — см. Троицкая улица
- Злаковая улица
- Змиенко Всеволода переулок (с 21.05.2016)[1]
- Зои Космодемьянской улица
- Зои Космодемьянской переулок
- Золотаревского? Золотарёва? улица
- Золотой берег улица/переулок
- Зоопарковая улица
- Зоринская улица / Зорина? — см. Зелёная улица (Ближние Мельницы)
- Зубовская улица

## И
- Ивана Загубанского улица — см. Комитетская улица
- Ивана Луценко улица
- Ивана Мазепы улица
- Ивана и Юрия Липы улица — см. Гайдара улица[1][3]
- Ивана Франко улица
- Ивана Франко переулок
- (Андрея) Иванова улица — см. Дальницкая улица
- Ивановский переезд (?)
- Игоря Иванова улица
- Известковая улица
- Известковый переулок 1-й — 3-й
- Известковый пос.
- Измаильская улица
- Ильичёвская улица — см. Лузановская улица
- Ильичёвский переулок 1-й — 2-й
- Ильфа и Петрова улица
- имени 20-летия пожарной охраны улица — см. Водопроводная улица
- Инвалидная улица
- Инвалидный переулок (Пионерский)
- Инглези улица - с 17 октября 2020 года снова переименована в улицу 25 Чапаевской дивизии
- Индийская улица
- Индустриальная улица — см. Михайловская улица
- Инженерный переулок (с 09/22.02.1902)
- Иннокентиевская улица
- Иностранной коллегии улица — см. Гимназическая улица (1971-1995)
- Институтская улица — см. Гимназическая улица (1957-1971)
- Инструментальная улица — см. Бугаёвская улица
- Интернациональный переулок
- Интернациональный переулок 1-й — 2-й
- Иосифа Тимченко улица
- Ипподромная улица
- Ипподромный переулок — см. Гераневая улица
- Искусств бульвар — см. бульвар Военно-морских сил
- Испанская улица
- Итальянская улица
- Итальянский бульвар (с 09/22.02.1902)
- Ицхака Рабина улица
- Июльская улица

| # А Б В Г Д Е Ё Ж З И К Л М Н О П Р С Т У Ф Х Ц Ч Ш Щ Э Ю Я |

## К
- Кавказская улица
- Кавказский переулок
- Кагановича улица — см. Косовская улица
- Казанская улица
- Казанский переулок
- Казарменный переулок — см. Футуристов переулок (1830-е — ок. 1840)
- Калинина улица — см. Головковская
- Каманина улица
- Канатная улица
- Канатный переулок
- Канатный спуск
- Кангуна спуск — см. Польский спуск
- Кангуна улица
- Капитана Гаврикова улица
- Капитана Кузнецова улица
- Карангозова улица — см. Льва Толстого улица
- Карантинная балка
- Карантинная улица
- Карантинный спуск
- Каретный переулок — см. Попова переулок
- Карла Либкнехта площадь — см. Греческая площадь
- Карла Либкнехта улица — см. Греческая улица
- Карла Либкнехта улица (Черноморка) — см. Николая Троицкого улица
- Карла Маркса улица — см. Екатерининская улица
- Карла Маркса улица 1-я — 5-я
- Карпатская улица
- Карпинского улица — см. Ямчитского улица
- Картамышевская улица (Марины Расковой)
- Карьерная улица
- Каспийский переулок
- Катаева переулок
- Католикова улица
- Каховская улица
- Каховский переулок
- Качалова улица
- Качиньского улица
- Каштановая улица
- Каштановый переулок
- Кедровый переулок
- Керченская улица
- Керченский переулок 1-й — 3-й
- Кибальчича улица
- Киевская дорога
- Киевская улица
- Киевское шоссе
- Килевой переулок
- Кима улица
- Кипарисный переулок 1-й — 3-й
- Кирова сквер
- Кирова улица — см. Базарная улица
- Кировский переулок
- Кирпичная улица (с 09/22.02.1902)
- Кирпичный переулок
- Китобойная улица
- Китобойный переулок 1-й — 3-й
- Кишинёвская улица
- Кладбищенская улица
- Кладбищенский переулок
- Клары Цеткин улица — см. Лютеранский переулок (1927-1995)
- Кленовая улица
- Клименко улица
- Климовский переулок — см. Поперечный переулок
- Клиновая улица
- Клубничный переулок 1-й — 2-й
- Ключевой переулок
- Ключевой переулок 1-й — 2-й
- Книжный переулок (с 09/22.02.1902)
- Княжеская улица
- Княжеский переулок
- Коблевская улица
- Ковалевского переулок
- Ковалевского спуск
- Ковалевского улица
- Ковальского улица (Стрельбищное поле)
- Ковровый переулок
- Ковыльный переулок
- Кодымский переулок
- Коккинаки переулок — см. Толбухина переулок
- Коккинаки площадь — см. Толбухина площадь
- Коккинаки улица — см. Толбухина улица
- Коллективная улица
- Коллективный переулок
- Колодезный переулок
- Колонистская улица
- Колоническая улица
- Колонтаевская улица
- Колхозная улица — см. Иосифа Тимченко улица (с 27.04.2016)
- Колхозный переулок — см. Резницкий переулок (с 27.04.2016)
- Колхозный переулок 1-й — см. Уточкина переулок (с 27.04.2016)
- Колхозный переулок 2-й — см. Эйзенштейна переулок (с 27.04.2016)
- Кольцевая улица
- Коминтерна улица — см. Петра Лещенко улица (с 27.04.2016)
- Коминтерна улица — см. Дворянская улица
- Комиссариатская улица — см. Комитетская улица
- Комитета обороны улица — см. Академика Ясиновского улица
- Комитетская улица
- Коммунальная улица — см. Скидановская улица
- Коммунальный спуск — см. Скидановский спуск
- Коммуны площадь — см. Биржевая площадь (1920-1941, 1946-1994)
- Компасный переулок
- Композитора Глинки улица
- Композитора Нищинского улица (с 1995 г.)
- Комсомольская улица — см. Старопортофранковская улица
- Комсомольская улица (Кривая Балка)
- Комсомольская улица (пос. Котовского)
- Комсомольский бульвар — см. бульвар Военно-морских сил
- Комсомольский переулок
- Комсомольского Племени улица — см. Заднепровского улица
- Кондратенко площадь
- Кондратенко улица — см. Бунина улица
- Кондрашина улица
- Конная площадь
- Конная улица
- Конноармейская улица — см. Ивана Луценко улица
- Конной Дивизии улица — см. Неделина улица
- Конно-рыночная улица
- Конный переулок
- Конституции СССР площадь
- Конструкторский переулок
- Контр-адмирала Лунина улица
- Кооперативная улица — см. Лавочная улица (? пос. Котовского)
- Корабельная улица — см. Контр-адмирала Лунина улица
- Кордонная улица — см. Алексея Вадатурского улица (с 2024)
- Кордонный переулок
- Коровицкого улица
- Короленко спуск — см. Маринеско спуск
- Короленко улица — см. Софиевская улица
- Короткий переулок
- Косвенная улица
- Космонавта Комарова улица
- Космонавтов улица
- Косовская улица (ранее также Коссовская)- бывш. Январского Восстания
- Косой переулок
- Костанди переулок 1-й — 4-й
- Костанди улица
- Костецкая улица — см. Генерала Ватутина улица
- Кострова улица
- Косяненко улица
- Котлеевская улица
- Котляревского улица
- Котовского дорога — см. Николаевская дорога
- Котовского улица
- ?Коцюбинского улица — см. Семинарская улица?
- Кошелева улица
- Крайняя улица (Дальние Мельницы)
- Крайняя улица (Кривая Балка)
- Крамского переулок
- Красная улица
- Красноармейская улица — см. Лейтенанта Шмидта улица
- Краснова улица
- Краснознамённая улица
- Красной Армии площадь — см. Соборная площадь
- Красной Армии улица (Чубаевка) — см. Неделина улица
- Красной Гвардии переулок — см. Раисы Сергиенко переулок
- Красной Гвардии улица — см. Торговая улица
- Краснослободская улица
- Краснофлотский переулок — см. Воронцовский переулок
- Красный переулок
- Красных Зорь улица — см. Бернардацци улица (с 21.05.2016)[1][2]
- Красных Партизан переулок — см. Николая Бокариуса переулок
- Красных Партизан улица
- Кренкеля переулок
- Кренкеля улица
- Крестовая улица
- Крестьянский спуск — см. Маринеско спуск
- Кривобалковская улица
- Кропивницкого улица
- Круглая площадь
- Круговая улица
- Круговой переулок
- Крупской улица (ранее переулок) — см. Мариинская улица
- Крупской улица (Черноморка)
- Крыжановский переулок
- Крылова улица
- Крымская улица
- Крымский переулок 1-й — 3-й
- Кузнечная улица
- Куйбышева улица
- Куликово Поле площадь
- Куликовский переулок 1-й — 2-й (с 09/22.02.1902)
- Куницы улица
- Купальный переулок
- Куприна улица
- Курганская улица
- Курортный переулок
- Курская улица
- Кустанайская улица
- Кустанайский переулок
- Кутузова улица
- Кутузовский переулок

| # А Б В Г Д Е Ё Ж З И К Л М Н О П Р С Т У Ф Х Ц Ч Ш Щ Э Ю Я |

## Л
- Лабораторная улица
- Лавочная улица
- Лагерная улица — см. Бреуса улица
- Лагерная улица 2-я — см. Кропивницкого улица
- Лазарева улица
- Лазо улица — см. Колоническая улица
- Лазурный переулок 1-й — 6-й
- Ланжероновская площадь (с 09/22.02.1902)
- Ланжероновская улица
- Ланжероновский спуск
- Ларшукина переулок
- Лассаля улица — см. Дерибасовская улица
- Ласточкина улица — см. Ланжероновская улица
- Ласточкина спуск — см. Ланжероновский спуск
- Латвийский спуск
- Левадная улица (с 09/22.02.1902)
- Леваневского тупик
- Леваневского улица
- Леваневского переулок
- Леваневского спуск
- Левашёвская улица — см. Карантинная улица, также (№ 1-13) Юрия Олеши улица
- Левашевский спуск — см. Деволановский спуск
- Левая сторона (так в справочнике)
- Левитана улица
- Левитана переулок
- Левитана переулок 1-й — 3-й
- Левкойная улица
- Лейтенанта Шмидта улица
- Лейтенантский переулок (1938-41 и 1944-) — см. Вице-адмирала Азарова улица
- Ленина улица — см. Ришельевская улица
- Ленина улица (Молдаванка)
- Ленина проезд (Южный)
- Ленинградская улица — см. Академика Ясиновского улица
- Ленинградское шоссе — см. Киевское шоссе (с 27.04.2016)
- Ленинского батальона улица — см. Армейская улица
- Ленинского комсомола площадь
- Ленинской «Искры» улица — см. Небесной Сотни проспект (бывш. маршала Жукова проспект)[1]
- Леонова улица
- Леонтовича
- Лермонтовская улица (с 09/22.02.1902)
- Лермонтовский переулок
- Леси Украинки улица
- Леси Украинки переулок
- Лесная улица
- Лесной переулок
- Летняя улица
- Летний переулок
- Петра Лещенко улица
- Лидерсовский бульвар (с 09/22.02.1902)
- Лидии Книпович спуск — см. Ольгиевский спуск
- Лизогуба улица — см. Карантинная улица, также (№ 1-13) Юрия Олеши улица
- Лизогуба спуск — см. Карантинный спуск
- Лизы Чайкиной улица
- Лиманная улица
- Лиманный переулок
- Линейная улица
- Линейный переулок
- Линия 1-я — 19-я (Люстдорфская дорога)
- Линия 1-15, 26-32, 35-37, 39-41, 43-53 (пос. Котовского)
- Липинский овраг балка (так в справочнике)
- Липинский переулок
- Липинский переулок 1-й — 4-й (с 09/22.02.1902)
- Лиственная улица
- Лиственный переулок — см. Кедровый переулок
- Литейная улица
- Литейный переулок — см. Газовый переулок
- Литературная улица
- Литовская улица
- Лобачевского улица
- Лодочный переулок
- Локомотивная улица
- Локомотивный переулок 1-й — 3-й
- Ломанный переулок
- Ломоносова улица (пос. Котовского)
- Ломоносова улица (Слободка)
- Лопатто улица
- Лопатто переулок — см. Высокий переулок
- Лотосовый переулок
- Луганская улица
- Луговая улица
- Лузановская улица
- Лузановский переулок 1-й, 2-й
- Луначарского улица
- Лунный переулок
- Луцкая улица
- Лучистая улица
- Льва Толстого площадь
- Льва Толстого улица
- Льва Толстого переулок
- Львовская улица
- Львовский переулок
- Любашёвский переулок
- Людмилы Гинзбург переулок
- Люстдорфская дорога
- Люстдорфской дороги станция
- Лютеранский переулок
- Лядова улица
- Ляпидевского улица — см. Ралли улица
- Ляпидевского переулок
- Ляпунова переулок

| # А Б В Г Д Е Ё Ж З И К Л М Н О П Р С Т У Ф Х Ц Ч Ш Щ Э Ю Я |

## М
- Магистральная улица
- Магнитогорская улица
- Магнитогорский переулок
- Майский переулок
- Майский переулок 1-й — 5-й
- Макаренко улица
- Макарова улица
- Маковая улица
- Маковый переулок
- Маланова переулок
- Малая Арнаутская улица
- Малая Аркадийская дорога
- Малая Новоаркадийская дорога
- Малая Садовая улица
- Малиновского улица — см. Алексея Вадатурского улица (1959-2024)
- Малиновского улица (в центре) — см. Малая Арнаутская улица (1946-1959)
- Маловского улица
- Малороссийская улица — см. Адмирала Лазарева улица
- Малый переулок — см. Футуристов переулок (1875-1940, 1941-1944)
- Мандражинская улица
- Манежная улица
- Манежный переулок
- Манежный спуск
- Маразлиевская улица
- Марата улица
- Марата переулок 1-й — 2-й
- Марии Демченко улица
- Марии Демченко переулок — см. Соколовской улица
- Мариинская улица
- Маринеско спуск
- Марины Расковой улица — см. Картамышевская улица
- Марины Расковой переулок
- Марсельская улица (пос. Котовского)
- Мартыновского площадь — см. Греческая площадь
- Маршала Говорова улица
- Маршала Жукова проспект — см. Небесной Сотни проспект[1]
- Маршрутная улица
- Мастерская улица
- Мастерский переулок
- Материальный переулок 1-й — 4-й — см. Кодымский, Любашёвский, Ширяевский и Саратский переулки соотв.
- Матросская улица
- Матросская слободка улица
- Матросский спуск (с 09/22.02.1902)
- Матюшенко улица
- Махачкалинская улица
- Мациевской улица
- Мациевской спуск
- Мачтовая улица
- Машиностроительный переулок
- Маяковского улица
- Маяковского переулок — см. Футуристов переулок (1940-1941, 1944-?)
- Маячный переулок
- Медицинский переулок — см. Валиховский переулок
- Мелитопольская улица
- Мельникова улица — см. Остапа Вишни улица
- Мельницкая улица
- Мельничная улица
- Менделеева переулок
- Мендель Мойхер-Сфорима улица — см. Дегтярная улица
- Менжинского улица
- Металлистов улица
- Метрополитеновский переулок
- Мечникова улица
- Мещанская улица — см. Бориса Литвака улица
- Мизикевича улица — см. Степовая улица
- Миколы Вороного улица
- Микояна улица — см. Садиковская улица
- Милановская улица
- Миловановская улица (ранее Миловановский переулок) — см. Спартаковская улица
- Минаева улица
- Миндальная улица
- Миниатюрный переулок
- Минская улица
- Мира проспект — см. Александровский проспект
- Мира улица
- Мирная улица
- Митракова переулок
- Михаила Грушевского улица
- Михайловская площадь
- Михайловская улица
- Мицкевича улица
- Мичманский переулок 1-й — 2-й
- Мичурина площадь
- Мичурина улица (дача Ковалевского)
- Мичурина улица (пос. Дзержинского)
- Мичурина переулок 1-й — 2-й
- Мичуринская улица
- Могилёвская улица
- Модлинский переулок
- Моисенко улица
- Молдавская улица (Б. Фонтан)
- Молдавская улица (Застава) — см. Творческая улица
- Молодёжи площадь
- Молодёжная улица (Кривая Балка)
- Молодёжная улица (Таирова)
- Молодёжный переулок
- Молодогвардейская улица
- Молокова улица
- Молокова переулок
- Молокова спуск — см. Военный спуск (1934-1941, 1946-1958)
- Молчановская улица — см. Скворцова улица
- Монастырская улица
- Монгольская улица
- Мореходный переулок
- Мориса Тореза улица — см. Рачкова улица
- Морская улица
- Морской переулок
- Морской переулок 1-й — 2-й
- Москвина переулок
- Московская улица — см. Черноморского казачества улица
- Мостовой переулок
- Моторная улица
- Моторный переулок 1-й — 3-й
- МТС улица
- Мукачевский переулок
- Мусина переулок
- МЮДа переулок. Назван в честь Международного Юношеского Дня.
- Мясоедова переулок
- Мясоедовская улица

| # А Б В Г Д Е Ё Ж З И К Л М Н О П Р С Т У Ф Х Ц Ч Ш Щ Э Ю Я |

## Н
- Набережная улица
- Навигационная улица
- Навигационный переулок
- Нагорная улица
- Надеждинская улица — см. Гоголя улица
- Надежды Крупской улица (Черноморка)
- Наклонная улица
- Наливная улица
- Наличная улица
- Наличный спуск
- Наличный переулок 1-й — 7-й
- Наримана Нариманова переулок — см. Валиховский переулок
- Народная улица
- Нарышкинский спуск — см. Маринеско спуск
- Нахимова переулок
- Небесной Сотни проспект (с 21.05.2016)[1]
- Неделина улица
- Неждановой улица
- Нежинская улица
- Независимости площадь

* Независимости улица
- Некрасова переулок
- Немировича-Данченко улица
- Нерубайская (Нерубальская) улица
- Нескучная улица
- Нестроевой переулок
- Нечипуренко переулок
- Нефтяников улица
- Нефтяников переулок 1-й — 3-й
- Нефтяной переулок
- Нечуя-Левицкого улица
- Никитина улица
- Никифорова улица
- Николаевская дорога улица
- Николаевский бульвар
- Николая Боровского улица
- Николая Гефта улица
- Николая Гумилёва улица
- Николая Плыгуна улица
- Николая Троицкого улица (с 21.05.2016)[1]
- Новаторов улица
- Новая улица — см. Маразлиевская улица
- Новая улица (Черноморка) — см. Симферопольская улица
- Новая улица (пос. Шевченко) — см. Макарова улица
- Новая Конная площадь — см. Алексеевская пл.
- Новгородская улица
- Новикова улица
- Новинского улица
- Новобазарная площадь
- Новобазарный переулок
- Новобереговая улица
- Новоинститутская улица — см. Композитора Нищинского улица
- Новоинститутский переулок
- Новомосковская дорога улица
- Новороссийская улица
- Новороссийский переулок 1-й — 2-й
- Новорыбная улица — см. Пантелеймоновская улица
- Новосельского улица
- Новосельская улица
- Новосёлов площадь — см. Независимости площадь
- Новосёлов улица — см. Академика Филатова улица
- Новослободской спуск — см. Ольгиевский спуск
- Новоукраинский переулок
- Новощепной ряд улица
- Новый переулок
- Ногинского улица

| # А Б В Г Д Е Ё Ж З И К Л М Н О П Р С Т У Ф Х Ц Ч Ш Щ Э Ю Я |

## О
- Обильная улица
- Обильный переулок 1-й — 2-й
- Обнорского улица — улица Николая Аркаса
- Обороны Ленинграда улица
- Обрывистая улица
- Обсерваторная улица (Ленпосёлок)
- Обсерваторный переулок
- Овидиопольская улица
- Овидиопольская дорога
- Овидиопольская дорога улица
- Овидиопольская дуга улица
- Овражный переулок
- Огородная улица — см. Крымская улица?
- Одария улица
- Одесская улица
- Одесский переулок
- Одиннадцатая улица
- Озёрная улица — см. Миндальная улица
- Озёрный переулок
- Окружная улица — см. Арбузная улица
- Октябрьский переулок
- Октябрьской победы улица — см. Хавкина улица
- Октябрьской революции площадь — см. Куликово поле площадь
- Октябрьской революции улица (Чубаевка) — см. Ефима Геллера улица (с 27.04.2016)
- Октября улица?
- Октябрят улица
- Ольгиевская улица
- Ольгиевский спуск
- Омская улица
- Онежская улица
- Ониловой переулок
- Оранжерейный переулок
- Орджоникидзе улица — см. Разумовская улица
- Оренбургская улица — см. Генерала Гудовича улица
- Ореховая улица
- Ореховый переулок
- Ореховый переулок (Ближние Мельницы)
- Орликова переулок
- Орловская улица
- Орловский переулок
- Осенняя улица
- Осипенко улица — см. Средняя улица
- Осипова улица — см. Вадима Корженко улица
- Остапа Вишни улица
- Островидова улица — см. Новосельского улица
- Островского улица — см. Ивана Мазепы улица
- Остроя улица — см. Лесная улица
- Отважный переулок
- Отважных улица
- Отрадная улица (с 09/22.02.1902)
- Отечественная улица
- Отрадная улица
- Офицерская улица
- Офицерский переулок 1-й — 2-й
- Очаковская улица

| # А Б В Г Д Е Ё Ж З И К Л М Н О П Р С Т У Ф Х Ц Ч Ш Щ Э Ю Я |

## П
- Павла Кравцова переулок
- Павла Шклярука улица
- Павлика Ларишкина переулок
- Павловская улица
- Павлоградская улица
- Павлодарская улица
- Палатский переулок
- Палубная улица
- Палубный переулок
- Панаса Мирного улица- февральская улица-.
- Пантелеймоновская улица
- Панченко улица
- Папанина улица
- Парашютная улица — см. Бреуса улица
- Парашютный переулок
- Парковая улица
- Парковый переулок — см. Сабанский переулок
- Парниковая улица
- Паровая улица
- Паровозная улица (с 09/22.02.1902)
- Партизанская улица
- Партизанский переулок
- Партизанской Славы сквер (Ленпосёлок)
- Пархоменко улица — см. Художника Фёдорова улица
- Пассионарии улица
- Пастера улица
- Патриотическая улица
- Патриса Лумумбы проспект — см. Адмиральский проспект
- Паустовского улица
- Педагогическая улица
- Педагогический переулок
- Пекинская улица — см. Эстонская улица (Черноморка)
- Пекинский переулок — см. Эстонский переулок
- Первая улица
- Первомайский переулок 1-й — 3-й
- Перекопской дивизии улица — см. Фонтанская дорога
- Перекопской победы улица — см. Градоначальницкая улица
- Перекопской победы спуск — см. Олейника спуск
- Пересыпская улица
- Пересыпская улица 1-я — 10-я
- Пересыпский переулок 1-й — 11-й
- Пересыпский спуск 1-й — 2-й
- Переулок без названия (так в справочнике)
- Переулок у Извощ. слободки
- Переулок на хут. Малявки.
- Песочная улица
- Песочный переулок 4-й — 5-й
- Пестеля улица
- Песчаная улица
- Петра Великого улица — см. Дворянская улица
- Петрашевского улица
- Петренко улица — см. Водопроводная улица
- Петренко улица (порт)
- Петровского улица — см. Ефима Фесенко улица (с 27.04.2016
- Петропавловская улица — см. Академика Ясиновского улица
- Пилипа Орлика улица — см. Филиппа Орлика ул.
- Пионерская улица — см. Сергея Варламова ул.
- Пилотная улица
- Пилотный переулок
- Пилотский переулок — см. Спасский переулок
- Пионерская улица
- Пионерский переулок
- Пионный переулок
- Пироговская улица (с 09/22.02.1902)
- Пироговский переулок
- Писарева улица
- Писателей переулок
- Пишенина улица
- Пишоновская улица
- Пишоновский переулок
- Пишоновский спуск
- Планетная улица
- Платановая улица
- Победы улица
- Поворотная улица
- Подбельского улица — см. Коблевская улица
- Подвойского улица — см. Сухолиманская улица
- Подольская улица
- Подпольной иностранной коллегии улица — см. Водопроводная улица
- Подъёмный переулок
- Поездная улица
- Покотилова переулок (с 26.09.1930) — см. Вице-адмирала Жукова переулок
- Покровский переулок
- Полевая улица
- Полевой переулок 1-й — 2-й
- Ползунова улица
- Ползунова переулок 1-й — 2-й
- Политкаторжан улица
- Полицейская площадь
- Полицейская улица — см. Бунина улица
- Полтавская улица
- Полтавской победы улица — см. Канатная улица
- Польская улица, см. также (Леха) Качиньского улица
- Польская улица (пос. Дзержинского)
- Польский спуск
- Полюсная улица
- Полярников площадь — см. Михайловская площадь
- Полярников улица
- Понятовского улица 1я-4я
- Поперечная улица (с 09/22.02.1902)
- Поперечный переулок
- Попова переулок — см. Каретный переулок
- Портновская улица
- Портовая улица — см. Гаванная улица (до 1827, 1944-1946)
- Посевная улица
- Посёлочная улица
- Посмитного улица
- Потёмкинцев площадь — см. Екатерининская площадь
- Потёмкинцев улица — см. Пантелеймоновская улица
- Почтовая улица — см. Жуковского улица
- Почтовая улица (Слободка)
- Почтовый переулок
- Правая сторона
- Правды улица
- Правды переулок
- Преображенская площадь — см. Соборная площадь
- Преображенская улица
- Пржевальского переулок
- Прибрежная улица
- Прибрежный переулок
- Привозная площадь
- Привозная улица
- Привокзальная площадь
- Привокзальный переулок
- Приморская улица
- Приморский бульвар
- Приморский переулок
- Прирельсовая улица
- Присутственная улица — см. Сабанеев пер.
- Приютский переулок (с 09/22.02.1902)
- Провиантская улица
- Провиантский переулок
- Прогонная улица
- Продольная улица 1-я — 3-я
- Проездной переулок 1-й — 2-й
- Проектируемая улица
- Проектируемая улица 1-я — 2-я (пос. Дзержинского)
- Проектируемый переулок 1-й — 4-й (Чубаевка)
- Прокатная улица
- Прокудинский переулок
- Пролетарская улица — см. Жаботинского улица
- Пролетарский бульвар — см. Французский бульвар
- Пролетарский переулок 1-й — 3-й
- Пролетарский переулок (Кривая Балка) — см. Сапёрный переулок
- Пролеткульта улица
- Промышленная улица
- Промышленный переулок
- Прорезная улица
- Прорезной переулок
- Проселочная улица
- Пространственная улица
- Проточный переулок
- Профессора Карышковского улица
- Профессора Коровицкого улица
- Профинтерна улица
- Профсоюзная улица
- Прохоровская улица
- Прохоровский переулок
- Прохоровский сквер
- Проценко улица
- Прямая улица — см. Черняховского улица
- Псковская улица
- Псковский переулок
- Пугачёва улица
- Пугачёвский переулок 1-й — 2-й
- Путевая улица
- Пушкинская улица — см. Итальянская улица (1827-1880 и с 2024)
- Пшеничная улица
- Пятницкого улица — см. Винниченко улица
- Пятой пятилетки улица — см. Генерала Петрова улица

| # А Б В Г Д Е Ё Ж З И К Л М Н О П Р С Т У Ф Х Ц Ч Ш Щ Э Ю Я |

## Р
- Рабоче-Крестьянской милиции улица (1934 — 1946 гг) — см. Троицкая улица
- Равенства улица
- Равенства переулок 1-й — 2-й
- Радиальная улица
- Радиальный переулок
- Радио улица
- Радостная улица
- Радостный переулок
- Радищева переулок
- Радужная улица
- Радужный переулок 1-й — 2-й
- Раздольная улица
- Разумовская улица
- Разумовский переулок 1-й — 2-й
- Раисы Сергиенко переулок
- Ракетная улица
- Раковского улица
- Ралли улица
- Рачкова улица
- Раскидайловская улица
- Рапалова улица
- Рассвета улица
- Рачкова улица
- Реввоенсовета улица — см. Академика Ясиновского улица
- Революции площадь
- Резницкий переулок
- Резничный переулок
- Рекордная улица
- Рекордный переулок
- Рельефная улица
- Ремесленная улица — см. Вадима Корженко улица
- Ренийская улица
- Репалова улица
- Репина улица
- Республиканская улица (Ленпосёлок)
- Республиканская улица (Шкодова гора)
- Рижская улица
- Ризовская улица
- Римский переулок — см. Футуристов переулок (1840 — ок. 1875)
- Ришельевская улица
- Ровенская улица
- Ровный переулок
- Рождественский переулок — см. Сеченова переулок
- Розовая улица
- Розы Люксембург площадь — см. Веры Холодной площадь
- Розы Люксембург улица — см. (Ивана) Бунина улица
- Романа Кармена улица
- Романа Шухевича переулок
- Романовская улица
- Ромашковая улица
- Ромена Роллана переулок
- Российский переулок
- Ростовская улица
- Рощевая улица (пос. Дзержинского)
- Ртутный переулок
- Рулевой переулок
- Рыбачья улица
- Рыбачий переулок
- Рыбачья Балка улица
- Рыбная улица — см. Пантелеймоновская улица
- Рысакова улица — см. Ониловой улица

| # А Б В Г Д Е Ё Ж З И К Л М Н О П Р С Т У Ф Х Ц Ч Ш Щ Э Ю Я |

## С
- Сабанеев мост улица
- Сабанеев переулок
- Сабанский переулок
- Савранская улица
- Садиковская улица
- Садовая улица (?-1911, 1941 - н.в.)
- Садовая улица (пос. Дзержинского)
- Садовый переулок
- Садовского улица
- Сакко улица
- Саксаганского улица
- Салтыкова-Щедрина улица
- Самарская улица
- Самодеятельности улица
- Самолётная улица
- Санаторный переулок
- Санитарная улица
- Сапёрный переулок (с 09/22.02.1902)
- Сапожная улица
- Сапожникова переулок
- Саратский переулок
- Сахалинчик
- Сахарова улица
- Саши Хорошенко улица
- Свердлова улица — см. Канатная улица
- Светлая улица
- Светлый переулок
- Свободы проспект
- Свободы переулок
- Севастопольская улица — Ризовская улица
- Севастопольский переулок
- Северная улица
- Северный переулок (Ленпосёлок)
- Северный переулок (6 ст. Б. Фонтана) с 2006 года переулок Шовкуненка
- Северный мост улица
- Сегедская улица
- Селекционная улица
- Сельская улица
- Сельскохозяйственная улица
- Сельскохозяйственный переулок
- Сельсоветская улица — см. Чубаевская улица
- Сельсоветский переулок (Чубаевка) — см. Чубаевский переулок
- Сельсоветский переулок
- Селянская улица
- Селянский спуск
- Семафорный переулок
- Семена Яхненко улица (с 21.05.2016)[1]
- Семинарская улица
- Сенная площадь (за Алек. Пол. Уч.)
- Сенная площадь (на Новом базаре)
- Сенная улица
- Сергея Варламова улица
- Сергея Ядова улица
- Серго улица — см. Чернышевского улица
- Серединская площадь
- Серединский сквер
- Серова улица — Мастерская улица
- Серогодского улица
- Серцинская улица — см. Косовская улица
- Сестрин переулок
- Сеченова переулок
- Сибирская улица
- Сивашский переулок
- Симиренко улица
- Симферопольская улица
- Сиреневый переулок 1-й — 2-й
- Сиреневый проезд
- Сиротская улица
- Сиротский переулок
- Сказочный переулок
- Сквозной переулок
- Скворцова улица
- Скидановская улица (с 09/22.02.1902)
- Скидановский переулок
- Скидановский спуск
- Складская улица
- Скобелева улица — см. Еврейская улица
- Скотобойный переулок
- Скотский переулок — см. Нагорная улица
- Скрипичный переулок
- Скульпторный переулок
- Слепнева переулок
- Славы переулок 1-й — 2-й
- Слепнёва переулок
- Слободская улица
- Слободской переулок
- Слободской спуск
- Смелый переулок
- Смирновская улица / Смирнова? — см. Шота Руставели улица
- Смоленская улица
- Снитковская улица
- Собинова улица
- Соборная площадь
- Советник ?
- Советская улица — см. Пишенина улица
- Советский переулок
- Советской Армии площадь — см. Соборная площадь
- Советской Армии улица — см. Преображенская улица
- Советской милиции улица — см. Дегтярная улица
- Совхозная улица — Симиренко улица
- Согласия улица
- Соединительный переулок
- Соколовской улица
- Солнечная улица
- Солонцеватый переулок
- Соляная улица
- Соляной переулок 1-й — 7-й
- Сортировочная улица 1-я — 2-я
- Сосюры улица
- Софиевская улица
- Софиевский переулок — см. Ляпунова переулок
- Софьи Перовской улица
- Социальная улица
- Союзный переулок
- Спартаковская улица
- Спартаковский переулок
- Спасов переулок — см. Спасский переулок
- Спасский переулок (1995)
- Спиридоновская улица
- Споритинская / Спортинская улица
- Спортивная улица — см. Итальянский бульвар
- Спортивный переулок
- Спутников улица
- Среднефонтанская дорога
- Среднефонтанская улица
- Среднефонтанский переулок
- Средняя улица
- Средняя улица (Слободка)
- Сретенский переулок
- Сталепрокатная улица
- Сталина проспект — см. Александровский проспект
- Сталина улица
- Стандартный переулок
- Станиславского улица — см. Раскидайловская улица
- Станкостроительная улица
- Станционная улица 1-я — 3-я
- Старицкого улица
- Старобазарная площадь
- Старобазарный сквер
- Старобазарная улица
- Староинститутская улица
- Старокиевская дорога
- Староконная площадь
- Староконный переулок
- Старообрядческий переулок (с 09/22.02.1902)
- Старообрядческий спуск
- Старопортофранковская улица (? № 1 и № 2)
- Старорезничная улица
- Старорезничный переулок
- Старосенная площадь
- Старосенная улица
- Старостина улица — см. Приморская улица
- Стасова переулок
- Стахановский переулок — см. Даниила Крыжановского переулок
- 2-й Стахановский переулок — см. Аполлона Скальковского переулок
- 3-й Стахановский переулок — см. Александра Стурдзы переулок
- 4-й Стахановский переулок
- ?5-й Стахановский переулок
- Стекольная улица
- Стекольный переулок 1-й — 3-й
- Стельмаха улица
- Степана Олейника спуск
- Степана Разина улица
- Степная улица 1-я — 7-я
- Степной переулок 1-й — 2-й
- Степовая улица
- Столбовая улица
- Столыпина улица — см. Садовая улица (1911-1920)
- Строганова улица
- Строителей улица
- Строительная улица
- Строительный переулок 1-й — 3-й
- Студёная улица
- Студенческая улица
- Студенческий переулок 1-й — 5-й
- Ступенчатый переулок 1-й — 3-й
- Стурдзовский переулок
- Суворова улица — см. Приморская улица
- Суворова переулок — см. Сабанский переулок
- Суворовская улица — см. Малая Арнаутская улица (1899-1923)
- Судебный бульвар
- Судебный переулок (с 09/22.02.1902) — см. Привокзальный переулок
- Судостроительная улица
- Судостроительный переулок
- Сумская улица
- Сумской переулок
- Суперфосфатная улица
- Сурикова улица
- Сурикова переулок 1-й — 2-й
- Сухолиманская улица

| # А Б В Г Д Е Ё Ж З И К Л М Н О П Р С Т У Ф Х Ц Ч Ш Щ Э Ю Я |

## Т
- Таможенная площадь
- Танкерная улица
- Танкистов улица
- Танфильева улица
- Тарло улица — см. Вадима Корженко улица
- Тарутинская улица
- Татарбунарская улица
- Творческая улица
- Театральная площадь
- Театральный переулок
- Текстильщиков улица
- Тельмана переулок — см. Удельный переулок
- Тельмана переулок (Черноморка) — см. Гайдаенко переулок
- Тельмана улица (Черноморка) — см. Василия Симоненко улица
- Тенистая улица
- Тепличная улица
- Тепличный переулок 1-й — 2-й
- Терешковой переулок
- Терещенко переулок
- Техническая улица
- Технический переулок
- Тибора Самуэли спуск — см. Ольгиевский спуск (в нек. источниках ошибочно Теодора Самюэли)
- Тимирязева улица
- Тимирязева переулок 1-й — 5-й
- Тимоновская улица
- Тимоновский спуск
- Тираспольская площадь
- Тираспольская улица
- Тираспольская улица (1-я Застава)
- Тираспольское шоссе
- Тихая улица
- Товарная улица (с 09/22.02.1902)
- Товарный переулок
- Тодорова улица
- Токарева улица — см Авиационная улица
- Толбухина площадь
- Толбухина улица
- Толбухина переулок
- Толкучий рынок (?)
- Томаса улица — см. Итальянский бульвар
- Томилина улица
- Тон Дык Тханга переулок — см. Обсерваторный переулок
- Тополевая улица
- Тополевый переулок 1-й — 3-й
- Топольского переулок
- Топольского переулок
- Торговая улица
- Тракторная улица
- Трамвайная улица
- Трамвайный переулок (с 09/22.02.1902)
- Транспортная улица
- Транспортный переулок
- Третья улица
- Третий переулок — см. Банный переулок
- Третецкий переулок
- Треугольный переулок
- Троицкая улица
- Троллейбусная улица
- Троцкого улица — см. Преображенская улица
- Трудовая улица
- Трудовой переулок
- Трудовых резервов улица
- Трусова улица
- Трушевского / Трушевский переулок (с 09/22.02.1902) — см. Александра Матросова переулок
- Трюха улица (территория порта)
- Тульская улица
- Тупиковый переулок
- Тупиковый-Пролетарский переулок
- Тупиковый-Уральский переулок
- Тургенева улица
- Туристская улица
- Туристский переулок
- Тушковый переулок
- Тюремный переулок — см. Лейтенанта Шмидта улица

| # А Б В Г Д Е Ё Ж З И К Л М Н О П Р С Т У Ф Х Ц Ч Ш Щ Э Ю Я |

## У
- Угловая улица
- Ударников улица — см. Строганова улица
- Удельный переулок
- Ужгородский переулок
- Узкий переулок
- Украинская улица — Анны Ахматовой улица
- Украинский переулок 1-й — 3-й
- Улитина улица
- Ульянова улица
- Ульяновская улица — см. Кандинского улица
- Ульяновский переулок 1-й — 5-й — ?см. Кандинского переулок
- Уманская улица
- Умова улица
- Университетский переулок
- Уральская улица
- Уральский переулок
- Урицкого улица — см. Вороного улица
- Урожайная улица
- Усатова улица
- Усатовская улица
- Успенская улица
- Успенский переулок
- Уссурийская улица
- Утёсова улица
- Уточкина переулок
- Ученическая улица
- Ученический переулок — см. Тенистый переулок
- Училищная улица — см. Школьная улица
- Ушакова переулок
- Ушинского переулок
- Уютная улица (с 09/22.02.1902)

| # А Б В Г Д Е Ё Ж З И К Л М Н О П Р С Т У Ф Х Ц Ч Ш Щ Э Ю Я |

## Ф
- Фабричная улица
- Февральская улица
- Фельдмана бульвар — см. Приморский бульвар
- Фестивальная улица
- Филатова переулок
- Филипова улица / Филиппова
- Филиппа Орлика улица
- Филодорова улица
- Филодоров переулок
- Флотская улица
- Флотский переулок 1-й — 4-й
- Фонтанская дорога улица
- Форштадская улица (— 1820 г.) — см. Троицкая улица
- Франца Меринга улица — см. Нежинская улица
- Французский бульвар
- Фруктовый переулок
- Фрунзе улица — см. Балковская улица
- Фурманова улица

## Х
- Хавкина улица
- Хаджибейская дорога
- Хаджибеевский переулок 1-й — 4-й
- Халтурина улица — см. Гаванная улица
- Харьковская улица
- Харьковский переулок
- Хвойный переулок
- Хворостина сквер — см. Прохоровский сквер
- Хворостина улица — см. Прохоровская улица
- Хворостина переулок — см. Прохоровский переулок
- Херсонская улица — см. Пастера улица
- Химиков улица (Южный)
- Химическая улица
- Химический переулок 1-й — 3-й
- Холмистая улица
- Хлебная гавань
- Хмельницкая улица (?Садовая) (1920-1941)
- Хозе Диаса переулок
- Христо Ботева улица — см. Грибоедова улица
- Хрустальная улица
- Хрустальный переулок
- Художника Фёдорова улица
- Хуторская улица
- Хуторской переулок
- Хуторянская улица

| # А Б В Г Д Е Ё Ж З И К Л М Н О П Р С Т У Ф Х Ц Ч Ш Щ Э Ю Я |

## Ц
- Цветной переулок
- Цветочная улица
- Цветочный переулок (Ближние Мельницы)
- Целиноградская улица — см. Композитора Нищинского улица
- Цементный переулок
- Центральная улица — см. Ефимова улица
- Центральная улица (Пересыпь) — см. Звёздная улица
- Центральный аэропорт улица
- Церковная площадь
- Церковная улица
- Цимлянская улица
- Циолковского улица
- Цыганская улица

## Ч
- Чайковского переулок
- Чапаева переулок
- Чапаева улица
- Чапаева улица (Солдатская Слободка)
- Чапаева переулок
- Чапаевский переулок 1-й — 9-й: см. переулки Терещенко, Андрийца, Кифоренко, Дихтиевского, Киселёва, Стороженко, Асеева, Пресича и Неплия, соответственно.
- Челюскинцев улица — см. Кузнечная улица
- Черепановых улица
- Черепановых переулок 1-й — 3-й
- Черкасская улица
- Черниговская улица
- Черниговский переулок
- Черновицкий переулок
- Улица Вячеслава Черновола
- Черноморская дорога — см. Люстдорфская дорога
- Черноморская улица (с 09/22.02.1902)
- Черноморский переулок (7 ст. Черн. Дороги)
- Черноморский переулок 1-й — 13-й (Пересыпь)
- Черноморского казачества улица
- Чернышевского улица
- Чернявицкий переулок 1-й — 5-й
- Черняховского улица
- Четвёртая улица
- Чехова переулок
- Чижикова улица — см. Пантелеймоновская улица
- Чичерина улица — см. Успенская улица
- Читальный переулок
- Чкалова улица — см. Большая Арнаутская улица, также Дерибасовская улица
- Чкалова улица (пос. Дзержинского)
- Чкалова переулок — см. Фестивальный переулок
- Чубаевская улица
- Чубаевский переулок
- Чуйкова улица

| # А Б В Г Д Е Ё Ж З И К Л М Н О П Р С Т У Ф Х Ц Ч Ш Щ Э Ю Я |

## Ш
- Шалашный переулок — см. Сквозной переулок
- Шалинская улица
- Шаляпина переулок
- Шампанский переулок
- Шарлатанский переулок
- Шахтинский переулок
- Шебелинский переулок
- Шевченко проспект
- Шевченко улица
- Шевченко переулок
- Шестакова улица
- Шестой переулок
- Шефская улица
- Шилова улица
- Ширшова улица
- Ширяевский переулок
- Шишкина улица
- Шишкина переулок 1-й
- Шклярука улица
- Шкодова гора улица
- Школьная улица
- Школьный переулок (с 09/22.02.1902)
- Школьный аэродром улица
- Шмидта проспект — см. Александровский проспект
- Шмидта переулок
- Шовкуненка переулок  с 2006 года
- Шолом-Алейхема улица — см. Мясоедовская улица
- Шолохова переулок
- Шота Руставели улица
- Штабной переулок (с 09/22.02.1902)
- Штепенко переулок — см. Нахимова переулок
- Штиглица улица (с 09/22.02.1902) — см. Композитора Нищинского улица
- Штилевая улица
- Штурвальная улица
- Штурманский переулок
- Шухевича переулок — см. Покровский переулок

## Щ
- Щеголева улица
- Щеголевская улица (с 09/22.02.1902)
- Щелакова улица
- Щепкина улица
- Щепной переулок
- Щербакова улица — см. Гумилёва улица
- Щорса улица —
- Щорса переулок — см. Людмилы Гинзбург переулок (с 27.04.2016)
- Щорса спуск
- Щукина переулок

| # А Б В Г Д Е Ё Ж З И К Л М Н О П Р С Т У Ф Х Ц Ч Ш Щ Э Ю Я |

## Э
- Эйзенштейна переулок
- Экономический переулок
- Элеваторная улица
- Электрический переулок — см. Тёплый переулок
- Энгельса улица — см. Маразлиевская улица
- Энтузиастов бульвар
- Эстакадная улица
- Эстафетная улица
- Эстонская улица — см. Новощепной ряд
- Эстонская улица (Черноморка)
- Эстонский переулок (Черноморка)

## Ю
- Юбилейная улица
- Южная дорога улица
- Южная улица
- Южная улица (Пересыпь) — см. Штилевая улица
- Южный переулок
- Южносанаторный переулок
- Юлиуса Фучика улица — находилась между 7-й станцией Люстдорфской дороги и нынешней площадью Деревянко; ныне на её месте располагается нечётная сторона проспекта Глушко.
- Юннатов улица
- Юннатов переулок 1-й — 3-й
- Юнкерский бульвар — см. Итальянский бульвар
- Юнкерский переулок (с 09/22.02.1902 и в 1941-44) — см. Вице-адмирала Жукова переулок
- Юрия Матлахова улица
- Юрия Олеши улица
- Юрьевская улица / Юрьева? — см. Ефимова улица

## Я
- Яблочкина переулок
- Яблоневая улица
- Яблочная улица
- Якира площадь
- Якира улица — см. Ицхака Рабина улица
- Яковлева улица
- Якорный переулок
- Якутская улица
- Ямская улица — см. Новосельского улица
- Ямчитского улица
- Январский переулок
- Январского восстания площадь — см. Алексеевская площадь
- Январского восстания сквер — см. Серединский сквер
- Январского восстания улица — см. Косовская улица
- Январского восстания переулок — см. Косовский переулок
- Янтарный переулок
- Ярмарочная площадь
- Ярослава Галана улица — см. Романа Шухевича улица (с 2016 г.)
- Ярославского улица (1946 — 1991 гг) — см. Троицкая улица
- Ясельная площадь
- Ясельная улица — см. Косовская улица
- Ясная улица (с 09/22.02.1902)
- Яхненко Семена (с 21.05.2016)[1]
- Яши Гордиенко улица

## Прочие топонимы

### Парки, сады, скверы
- Александровский парк — см. Шевченко парк (с 30.04.1920)
- Ильича парк — см. Преображенский парк
- Ленина парк — см. Победы парк
- Ленинского комсомола парк — см. Савицкого парк (с 27.04.2016)
- Победы парк (бывш. Ленина); также в 1949-? название Дюковского сада
- Преображенский парк
- Шевченко парк (ЦПКиО им. Т. Г. Шевченко)
- Сквер Героев-Лётчиков
- Сквер Партизанской Славы

| # А Б В Г Д Е Ё Ж З И К Л М Н О П Р С Т У Ф Х Ц Ч Ш Щ Э Ю Я |